# Die Zukunft (Band)
Die Zukunft ist ein Bandprojekt der Musiker Knarf Rellöm, Bernadette La Hengst und Guz (Frontmann, Songschreiber und Gitarrist der Schweizer Band Aeronauten).
Die Musik der Gruppe bewegt sich stilistisch zwischen Rock, Funk, Diskurs-Pop und Punk. Das Musikmagazin Intro bezeichnete die Musik als „hedonistisch-politische Popmusik ohne Grenzen“.

## Geschichte
Die Band der drei Einzelmusiker Hengst, Rellöm und Oliver „Guz“ Maurmann, die alle der Hamburger Schule zuzuordnen sind (u. a. Huah!, Aeronauten, Die Braut haut ins Auge, Mobylettes u. a.), wurde 2008 eigens für den Geburtstag des Freiburger Vinyl-Sub-Independent-Labels Ritchie Records gegründet. Aus einer spontanen Kooperation entstand die Idee, als Band ein Studioalbum aufzunehmen. Im Frühjahr 2010 erschien das erste Album der Band, das mit Liveauftritten finanziert wurde, bei Ritchie Records und bei Trikont. Die Texte der Band sind fast ausnahmslos in deutscher Sprache verfasst und enthalten neben einer Vielzahl an Zitaten häufig ironisch-kritische Textbezüge zum politischen und gesellschaftlichen Zeitgeschehen.

## Diskografie
- Sisters & Brothers (2010; Trikont CD, Ritchie Records, Vinyl)